# Bruce Lee: A Warrior's Journey
 (février 2017).
Si vous disposez d'ouvrages ou d'articles de référence ou si vous connaissez des sites web de qualité traitant du thème abordé ici, merci de compléter l'article en donnant les références utiles à sa vérifiabilité et en les liant à la section « Notes et références ».
Pour plus de détails, voir Fiche technique et Distribution.
Bruce Lee: A Warrior's Journey est un film documentaire américano-hongkongais réalisé par John Little, sorti en 2000.
Consacré à Bruce Lee et au Jeet kune do, ce film a été diffusé par Warner Home Video en VHS et en DVD. Il contient des extraits rares du film incomplet de Bruce Lee, The Game of Death. L'essentiel de ces extraits provient de ce qui aurait dû devenir la partie centrale du film. 
En France, ce documentaire est disponible en DVD sous différents titres : Bruce Lee : Itinéraire d'un combattant / Bruce Lee : Le Périple d'un guerrier / Bruce Lee : L'Épopée du dragon.

## Fiche technique
- Titre : Bruce Lee: A Warrior's Journey
- Réalisation : John Little
- Scénario : John Little
- Musique : Wayne Hawkins
- Montage : Brad Kaup
- Production : Raymond Chow, Chris Ennis, Bruce Lee, Lee Taek-yong et John Little
- Société de production : Concord Productions, JJL Enterprise et Warner Bros.
- Pays :  États-Unis,  Royaume-Uni et  Hong Kong
- Genre : Documentaire
- Durée : 100 minutes
- Dates de sortie : 
  -  États-Unis : 22 octobre 2000 (première à San Francisco)

## Distribution
- Bruce Lee
- Jackie Chan
- Sammo Hung
- John Little
- Linda Lee Cadwell
- Dan Inosanto

## The Story
Scénario mis en scène par Bruce Lee pour The Game of Death, réalisé en Corée par John Little, distribué avec le documentaire en DVD en tant que fonctionnalités spéciales.